# Thomas Dover
Thomas Dover a volte indicato come Dottor Quicksilver (1660 – 1742) è stato un medico e corsaro britannico.
È ricordato per la sua medicina per il raffreddore comune e la febbre, la polvere di Dover, il suo lavoro con i poveri a Bristol e il suo viaggio di corsaro al fianco di William Dampier e Woodes Rogers che salvò il naufrago Alexander Selkirk, il quale ispirò la storia di Robinson Crusoe.

## Biografia
Thomas Dover era nato a Barton-on-the-Heath nel 1660, in quella che gli storici hanno definito una famiglia "illustre ma ribelle". Il suo bisnonno William Cole era stato presidente del Corpus Christi College di Oxford durante il regno di Maria I d'Inghilterra, ma fu espulso per aver mostrato simpatie per il protestantesimo. Brevemente reintegrato durante il regno di Elisabetta I, fu nuovamente espulso dopo essere stato ritenuto colpevole di frode. Il figlio di Cole, Robert, nonno di Thomas, era un avvocato e poeta che trasferì la famiglia a Saintbury, vicino a Chipping Campden, dove fondò e presiedette i Giochi Olimpici di Cotswold dal 1612 fino al 1650 circa. Suo figlio John Dover prestò servizio come capitano di cavalleria realista durante la guerra civile inglese; sconfitto, si ritirò come gentiluomo agricoltore a Barton-on-the-Heath, dove nacque Thomas.
Thomas era uno degli otto figli di John. È probabile che avesse frequentato la Chipping Campden Grammar School e nel 1680 fosse stato ammesso all'Hertford College dell'Università di Oxford, ricevendo un Bachelor of Arts nel 1684. Due anni dopo fu ammesso al Gonville and Caius College di Cambridge dove studiò medicina e fu apprendista del medico Thomas Sydenham. Mentre era nella clinica di Sydenham contrasse il vaiolo e fu curato attraverso l'insolito regime di salasso e una dieta quotidiana di dodici bottiglie di birra intrecciate con vitriol, ovvero con il "metodo del raffreddamento", descritto da Dover nel suo libro del 1732 Ancient Physician's Legacy to his Country. Il trattamento ebbe successo e Dover tornò ai suoi studi, laureandosi in medicina nel 1687.
Si sposò nel 1681 e presto tornò a Barton-on-the-Heath, quando suo padre si ammalò, occupandosi della fattoria e lavorando come praticante di campagna. Quando suo padre morì, nel 1696, si trasferì a Bristol, dove aprì il proprio studio e lavorò con la Bristol Corporation of the Poor come medico onorario al St. Peter's Hospital. Lì, prestò la sua opera a favore dei "Guardiani dei Poveri" nei loro soccorsi, diventando il primo medico a offrire servizi all'organizzazione.
Il suo lavoro si rivelò molto redditizio. Bristol era una grande città con pochissimi medici e molti ricchi mercanti e commercianti. La diffusione del tifo ampliò la sua lista di clienti e vedeva fino a 25 pazienti al giorno. Ben presto poté permettersi la sua prima casa nell'elegante Queen Square, casa anche di Woodes Rogers, un capitano di mare con cui Dover avrebbe intrapreso una nuova carriera.
Nel 1702 fece un viaggio nelle Indie occidentali. Questa avventura lo affascinò e, negli anni successivi, riorganizzò la sua vita con un cambio di carriera decisivo. Nel 1708, William Dampier arrivò a Bristol sperando di assicurarsi una nuova missione corsara per catturare il tesoro di una nave spagnola. Dover acquistò il progetto, diventandone comproprietario e secondo capitano della Duca, una nave corsara al comando di Rogers. Il dottore era chiamato "Capitan Dover", avendo contribuito con £ 3.312 al viaggio, il secondo importo più elevato di trenta investitori. Accanto a questa responsabilità, a Dover fu assegnato il ruolo di presidente del consiglio di spedizione, concedendogli due voti in tutti i dibattiti. A bordo c'erano quattro chirurghi ed egli non aveva alcun incarico medico, ma avrebbe avuto bisogno delle sue abilità più avanti nel viaggio.
Il 1º agosto 1708 la Duca salpò al fianco della Duchessa per un viaggio corsaro. Il 2 febbraio 1709 venne avvistata una luce sulle isole Juan Fernández e Dover guidò una squadra di sbarco per indagare sulla fonte. Scoprirono un fuoco acceso da Alexander Selkirk, un marinaio scozzese lasciato sull'isola nel 1705 perché considerava la nave su cui si trovava a bordo, la Cinque Ports, non idonea alla navigazione. La Cinque Ports faceva parte di una spedizione guidata da Dampier, che si era fermata per rifornimenti nell'arcipelago. Le convinzioni di Selkirk si rivelarono fondate; la nave affondò un mese dopo con pochi sopravvissuti. Il suo soggiorno di quattro anni sull'isola e il conseguente salvataggio ispirarono la stesura del romanzo Robinson Crusoe scritto da Daniel Defoe, un amico di Woodes Rogers.

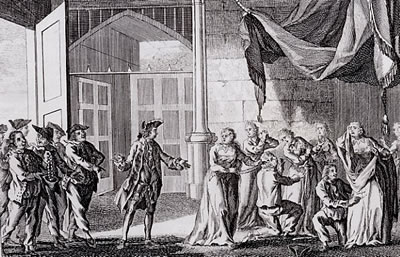
Una rappresentazione della squadra di sbarco a Guayaquil, alla ricerca dei gioielli delle donne spagnole

Nell'aprile 1709 Dover guidò una squadra di sbarco con intenzioni completamente diverse. Le due navi individuarono la città di Guayaquil in quello che oggi è l'Ecuador, e fu inviato un gruppo di razziatori. La spedizione, al comando di Dover, ebbe successo e nell'azione morirono solo due membri dell'equipaggio. Tuttavia, circa 180 delle persone presenti sulle navi si ammalarono gravemente dopo aver scavato le tombe della città alla ricerca di oggetti di valore. Dover tornò alle sue radici mediche e diresse i chirurghi nel loro lavoro, ordinando loro di salassare i malati in entrambe le braccia e di somministrare loro una bevanda diluita di acido solforico. Questa cura ebbe successo e persero la vita solo una manciata di marinai.
Ad un certo punto durante il viaggio, le navi visitarono Giava, dove Dover vendette la Marquis, una nave catturata al capitano Opie che avrebbe poi incrociato di nuovo Dover, più tardi nella vita, quando incontrò e sposò sua figlia. Il viaggio stava volgendo al termine quando i corsari catturarono un altro bottino che, dopo un acceso dibattito tra i membri del consiglio, fu assegnato a Dover.
La spedizione rientrò in Inghilterra dopo tre anni e il bottino fu spartito tra gli investitori. Dover ricevette un totale di £ 6.689 (per un valore attuale di £ 1.023.100), più che sufficienti per assicurarsi una posizione elevata nella società. I corsari erano stati etichettati come pirati, ma l'emanazione del Prize Act, nel 1708, aveva dato supporto legale alle loro azioni. Tuttavia Dover non era ancora pronto per ritirarsi e si imbarcò per una vacanza in tutta Europa.
Al ritorno dal viaggio si ristabilì come medico a Bristol prima di trasferirsi allo Strand a Londra nel 1720. In questo periodo sua moglie morì e lui perse la maggior parte della sua fortuna a causa di cattivi investimenti, tra cui fino a £ 6.000 nel crollo della South Sea Company. Nel 1721 venne accolta la sua domanda per entrare a far parte del Royal College of Physicians. La sua passata esperienza di aver contratto il vaiolo e delle cure ricevute da Sydenham divennero improvvisamente particolarmente rilevanti quando si verificò un focolaio a Londra, ed egli replicò con successo il "metodo del raffreddamento".
Nel 1729 tornò brevemente a Bristol, trascorrendo gran parte del suo tempo a scrivere un libro che sarebbe diventato sia di successo che controverso. The Ancient Physician's Legacy to his Country fu pubblicato per la prima volta nel 1732 dopo che Dover era tornato a Londra e visitava i suoi pazienti nel famoso caffè Gerusalemme.
Il libro di medicina di Dover era finalizzato all'educazione dei medici e del pubblico in generale. Dava descrizioni di circa 120 malattie, utilizzando le sue esperienze e descrivendo in dettaglio le sue avventure come se il libro fosse stato un diario di viaggio. Sebbene mostrasse un certo grado di saggezza riguardo alla farmacologia, la sua conoscenza della medicina venne descritta come scarsa mentre le sue descrizioni di alcune malattie vennero presentate nel "modo più fragile" e "le imprecisioni oltraggiose vennero stabilite con non poco dogmatismo". Dover accusò di pregiudizio i membri del College of Physicians e scrisse diversi commenti denigratori sui suoi colleghi in generale.
Dalle sue affermazioni in quel libro acquisì il soprannome di "Dottor Quicksilver". La sua raccomandazione del mercurio (a volte chiamato argento vivo) come cura per numerosi mali fu contestata da diversi detrattori. Tuttavia, la popolarità del libro e la forza del personaggio gli assicurarono che l'uso del mercurio sarebbe stato in voga per molti anni. Un rapporto anonimo del 1733 contestava l'uso del metallo liquido come cura per la sifilide e iniziò a suggerire l'avvelenamento da mercurio.
Il libro venne ripubblicato più volte con l'ottava e ultima edizione pubblicata vent'anni dopo la morte di Dover, e venne tradotto anche in francese. Il contributo duraturo all'interno delle sue pagine è la polvere di Dover, consigliata prima per le sue proprietà analgesiche (antidolorifiche) e poi per il suo utilizzo come diaforetico (inducente la sudorazione). La combinazione di oppio, ipecacuanha e solfato di potassio (poi liquirizia) è stata modificata nel tempo nelle quantità costituenti, ma è stata utilizzata per oltre 200 anni.
I successi di Dover dovuti al suo libro e la sua polvere lo aiutarono a tornare ad una condizione di solvibilità finanziaria. Nel 1736 si trasferì in una casa in Arundel Street con l'amico Robert Tracy, ritirandosi finalmente a ottant'anni. Vi morì nel 1742 e fu sepolto a Stanway, nel Gloucestershire, nella tomba della famiglia Tracy.  Il museo del Glenside Hospital ospita una mostra su Dover.